# Sergia filicta
Sergia filicta är en kräftdjursart som först beskrevs av Martin D. Burkenroad 1940.  Sergia filicta ingår i släktet Sergia och familjen Sergestidae. Inga underarter finns listade i Catalogue of Life.